# Gynacantha nervosa
Gynacantha nervosa är en trollsländeart som beskrevs av Jules Pièrre Rambur 1842. Gynacantha nervosa ingår i släktet Gynacantha och familjen mosaiktrollsländor. IUCN kategoriserar arten globalt som livskraftig. Inga underarter finns listade i Catalogue of Life.

## Bildgalleri

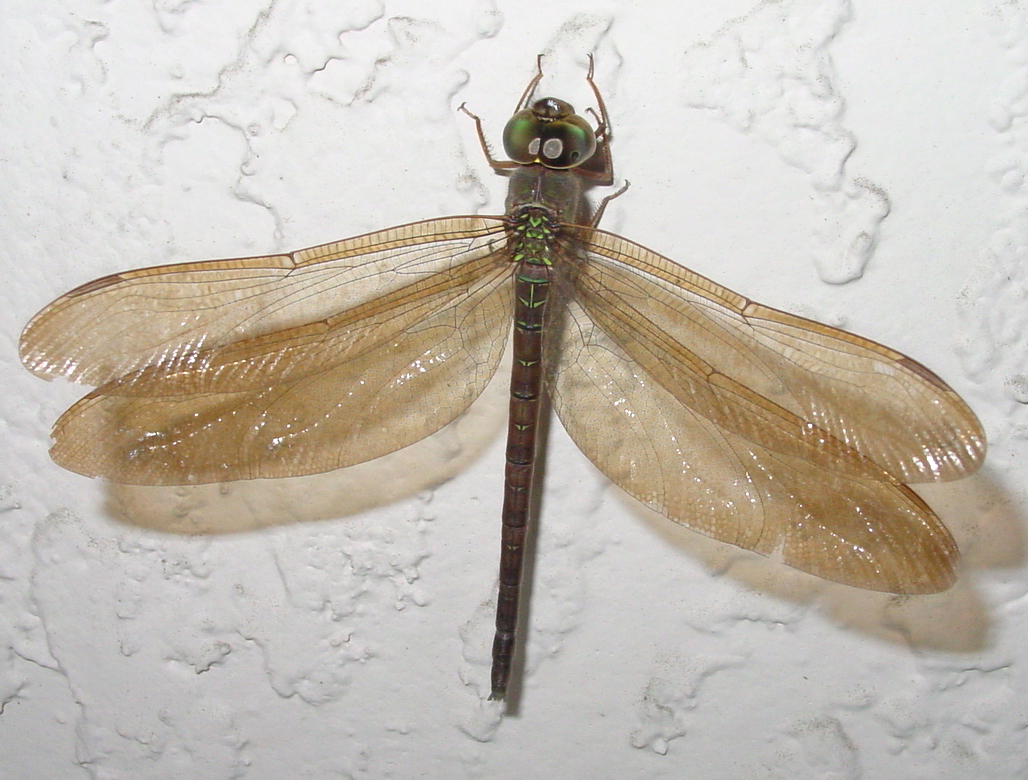